# アルトビール

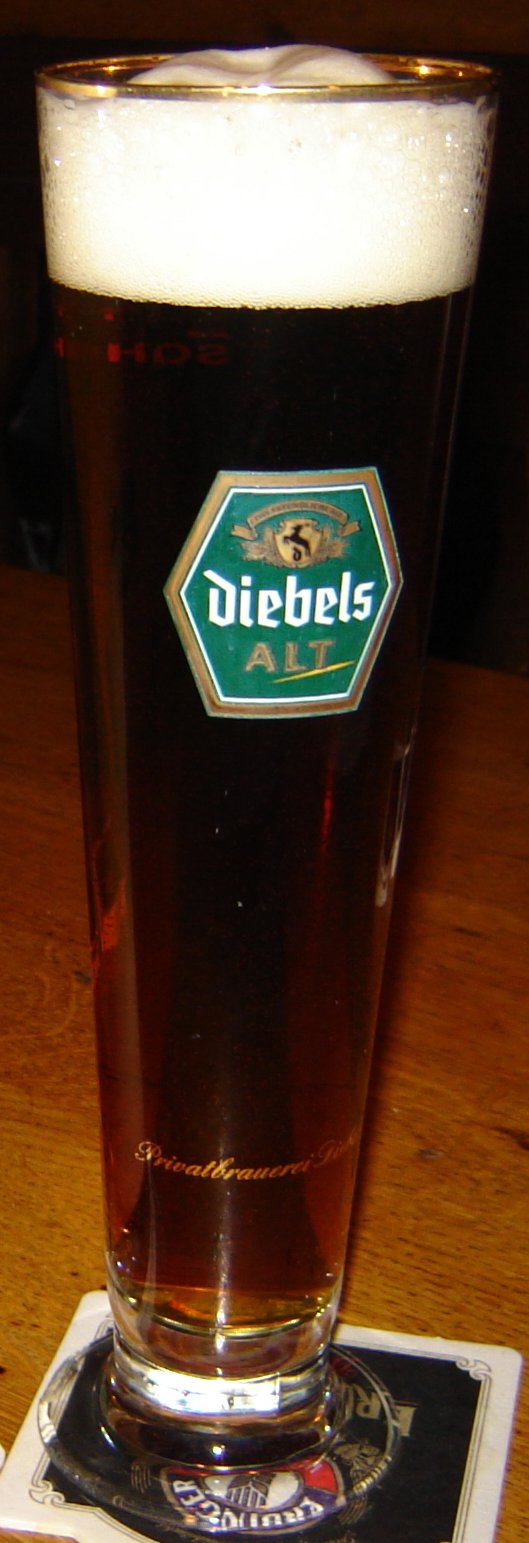
アルトビール

アルトビール（ドイツ語: Altbier）は、上面発酵のビールのスタイルの一つであり、ドイツのデュッセルドルフで発展した。

## 概要
ドイツ語のドイツ語: altは、英語: oldの意味であり、下面発酵が普及する以前から作られていることに由来する。比較的高温の摂氏15度から摂氏20度で発酵させ、熟成は低温で行われる。液色は赤銅色で、アルコール度数は4.5%前後となる。
フルーティな香りが特徴であり、ホップの苦味は強めだが製品によって幅広い。
アルトビールは、同じ上面発酵のビールであるケルシュと激しい競合関係にあるが、前者は黒褐色をしているのに対し、後者は黄金色をしているほか、味覚の点でかなりの相違がある。

## 代表的な醸造所
いずれもデュッセルドルフ。
- シューマッハ - アルトビールを最初に作ったと言われている[2]。
- シュリュッセル（de:Brauerei zum Schlüssel）
- フュックスヒェン（de:Brauerei im Füchschen）

## 日本国内の醸造所
日本でも、2009年頃からのクラフトビール隆盛に伴い、アルトビールを醸造する醸造所が複数存在する。
- 軽井沢ブルワリー 商品名「赤ビール〈アルト〉」度数5%
- さがみビール 商品名「アルト」
- ベアレン醸造所 商品名「ベアレンアルト」度数5%
- 田沢湖ビール 商品名「アルト」度数5%
- 宇奈月ビール 商品名「トロッコ」度数5%